# Saint-Martin-en-Gâtinois
Saint-Martin-en-Gâtinois är en kommun i departementet Saône-et-Loire i regionen Bourgogne-Franche-Comté i östra Frankrike. Kommunen ligger i kantonen Verdun-sur-le-Doubs som tillhör arrondissementet Chalon-sur-Saône. År 2022 hade Saint-Martin-en-Gâtinois 120 invånare.

## Befolkningsutveckling
Antalet invånare i kommunen Saint-Martin-en-Gâtinois
| Referens: INSEE |